# Turzyca nitkowata
Turzyca nitkowata (Carex lasiocarpa Ehrh.) – gatunek byliny z rodziny ciborowatych. 

## Rozmieszczenie geograficzne
Występuje wokółbiegunowo w strefie chłodnych klimatów umiarkowanych Eurazji i Ameryki Północnej. W Polsce gatunek rodzimy, dość pospolity na niżu, rzadszy w górach. Szczególnie częsty jest na Pojezierzu Pomorskim i Mazurskim, na Podlasiu i Polesiu. Na Wyżynie Małopolskiej, Lubelskiej i na Roztoczu występuje w rozproszeniu. W Karpatach występuje tylko na pojedynczych stanowiskach na torfowiskach Kotliny Orawsko-Nowotarskiej, Bieszczadów Zachodnich oraz na Polanie Biały Potok na Podtatrzu.

## Morfologia
PokrójBylina tworząca cienkie rozłogi.
ŁodygaProsto wzniesiona, sztywna, cienka, prawie obła, gładka lub u góry szorstka, wysokości 0,3–1 m. W dolnej części jest otulona sieciowanymi, żółtobrunatnymi i lśniącymi pochwami liściowymi.
LiścieSine, rynienkowate, nieznacznie krótsze od łodygi, brzegiem podwinięte, prosto wzniesione, o bardzo wąskiej blaszce której szerokość wynosi 0,5–2 mm.
KwiatyRoślina jednopienna, kwiaty rozdzielnopłciowe, zebrane w kłosy wyrastające w kątach przysadek, tworzące złożony kwiatostan. Szczytowe kłosy męskie w liczbie 1–3, długości ok. 4 cm, grubości 2 mm. Kłosów żeńskie 1–4, jajowate do cylindrycznych, dolne najczęściej szypułkowe, wyższe siedzące, długości 1–2(3) cm, grubości 6–7 mm. Dolne podsadki najczęściej dłuższe od kwiatostanu. Przysadki kwiatów męskich wąskolancetowate długości 5–7 mm, szerokości 1 mm, zaś żeńskich lancetowate, zaostrzone do kolczastych, ciemnobrązowe, długości 3,5–5 mm, szerokości 1–1,5 mm. Kwiaty męskie o trzech pręcikach, żeńskie z jednym słupkiem o trzech znamionach.
OwoceTrójkanciasty, odwrotnie jajowaty orzeszek, długości 2 mm, szerokości 1 mm, otoczony pęcherzykiem. Pęcherzyki podłużnie jajowate, niewyraźnie unerwione, z krótkim, dwuząbkowym dzióbkiem, żółtobrunatne, gęsto orzęsione, długości 3,5–5 mm, szerokości ok. 2 mm.

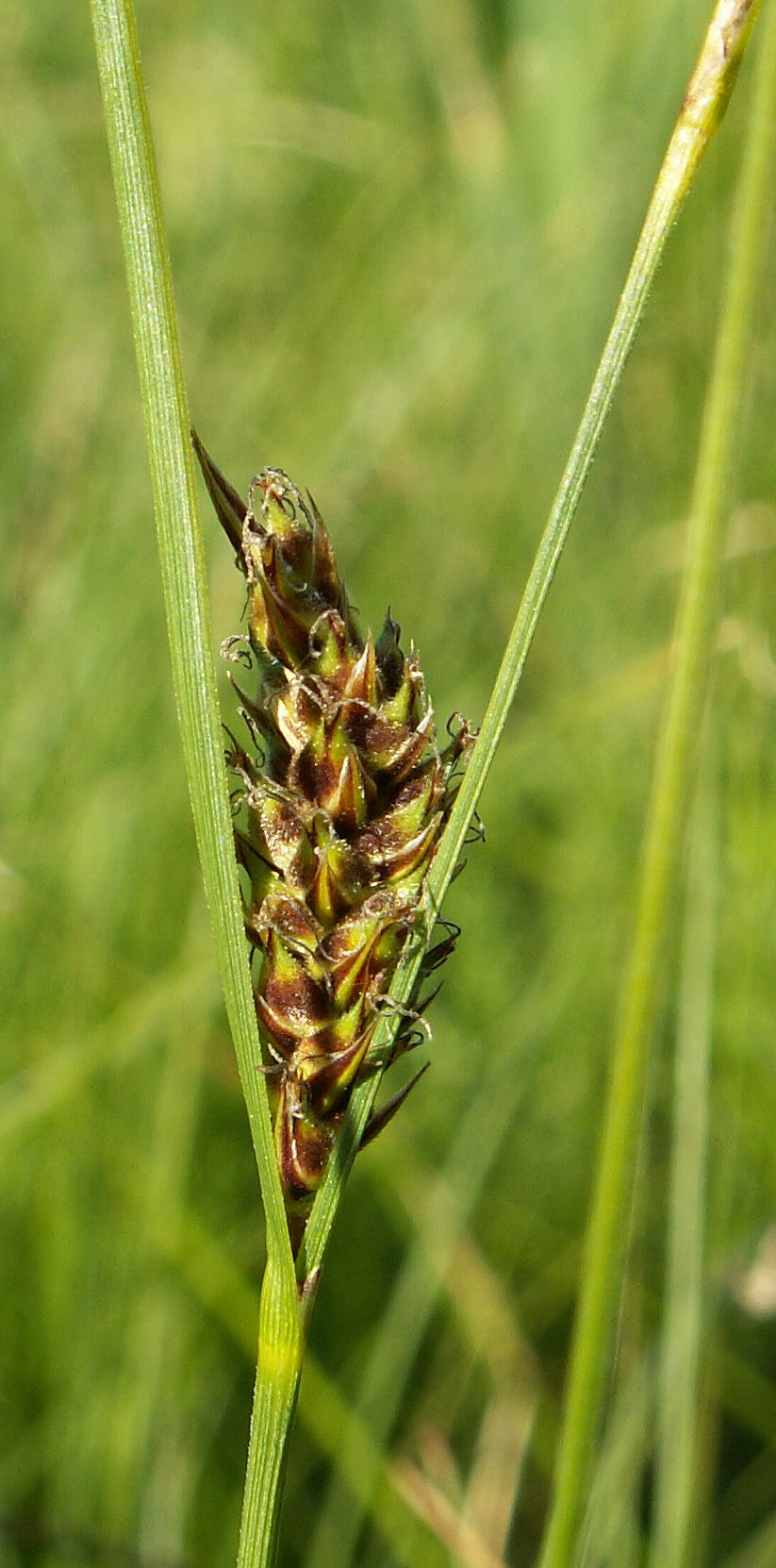
Kłos żeński
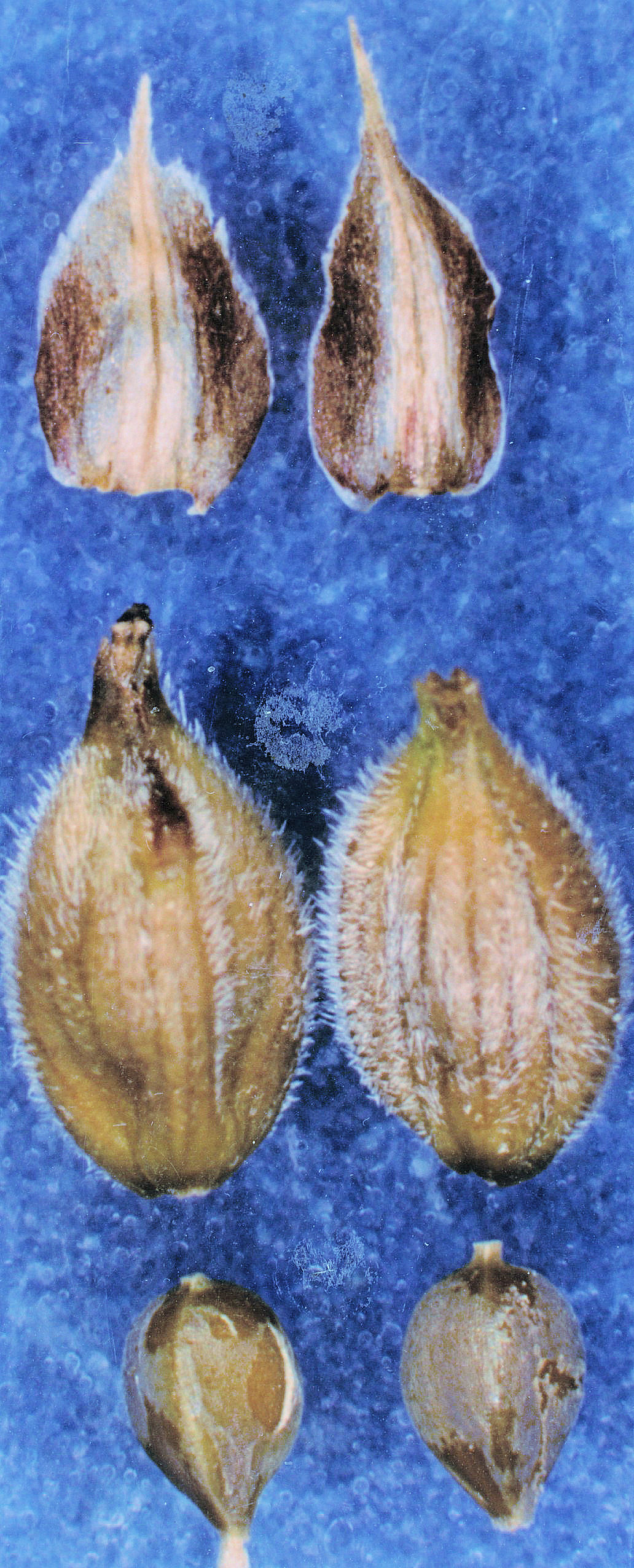
Pęcherzyki
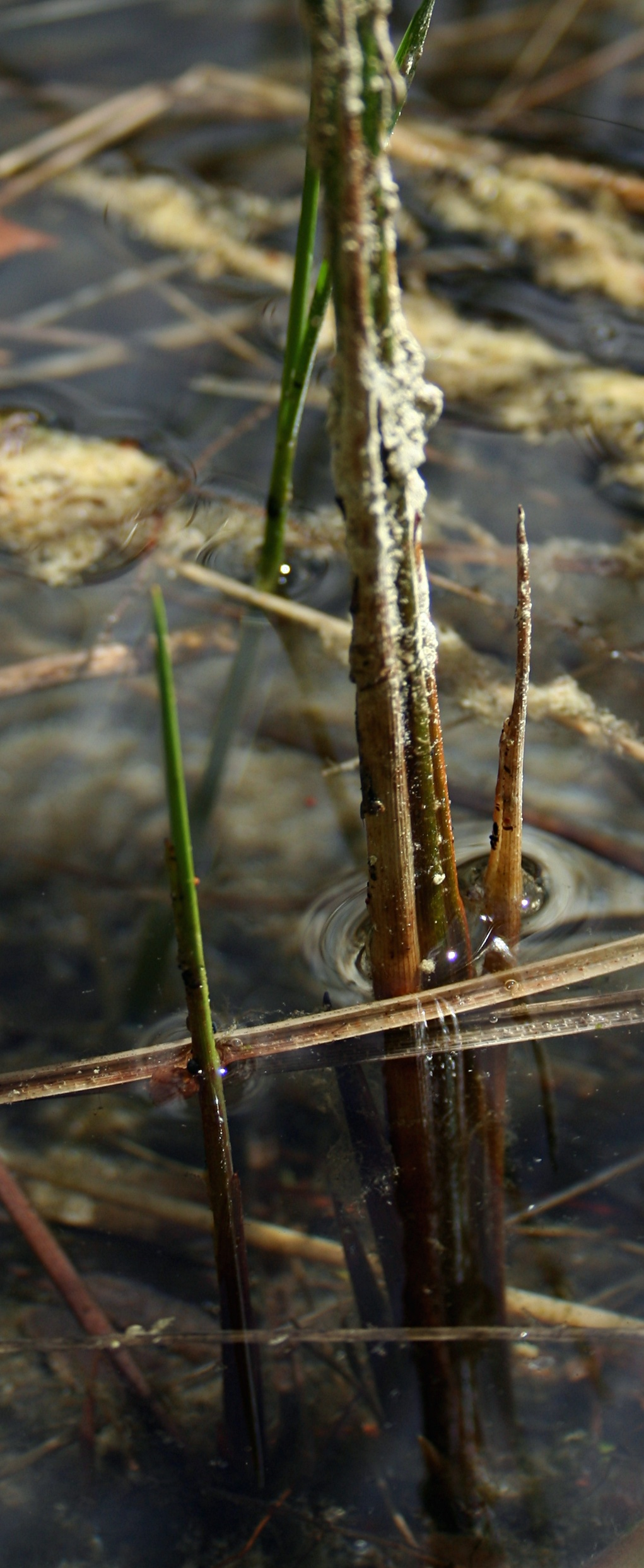
Dolna część łodygi
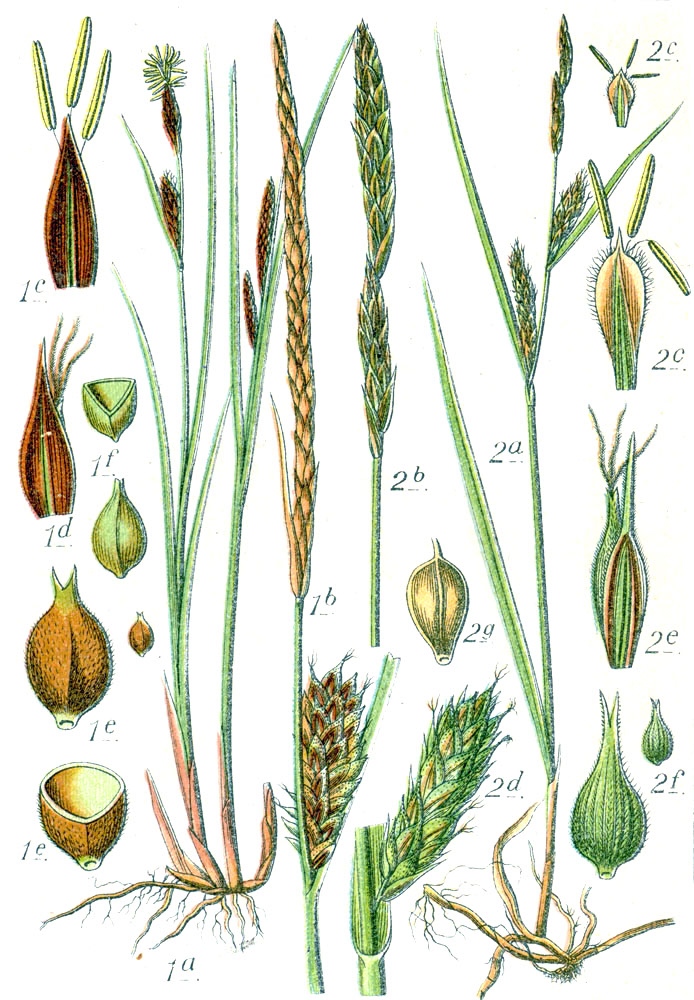
Morfologia. Turzyca nitkowata (1) i turzyca owłosiona (2)

## Biologia i ekologia
RozwójBylina, hemikryptofit. W Polsce kwitnie od czerwca do lipca.
SiedliskoZasiedla gleby torfowe, głównie torfowiska przejściowe na brzegach zbiorników wodnych, tworzy pło narastające na jeziora humotroficzne.
FitocenozyTworzy mniej lub bardziej zwarte płaty zespołu (Ass.) szuwaru Caricetum lasiocarpae należącego do związku (All.) Caricion lasiocarpae, których to syntaksonów jest gatunkiem charakterystycznym.
GenetykaSomatyczna liczba chromosomów 2n = 56. Tworzy mieszańce z turzycą błotną (Carex acutiformis), t. brzegową (Carex riparia), t. dzióbkowatą (Carex rostrata) i t. pęcherzykowatą (Carex vesicaria). Oprócz typowej formy gatunku występują dwie odmiany:
- Carex lasiocarpa var. americana Fernald – występuje w Ameryce Północnej
- Carex lasiocarpa var. occultans (Franch.) Kük. – występuje na Sachalinie, w Korei i Japonii